# Pieve di San Vito in Versuris
La pieve di San Vito in Versuris è un edificio religioso situato in località San Vito nel territorio comunale di Asciano, in provincia di Siena. La chiesa rientra nell'Arcidiocesi di Siena-Colle di Val d'Elsa-Montalcino.

## Storia
L'antico edificio religioso venne edificato in epoca altomedievale; la sua esistenza era già accertata in un documento del 714 nel quale veniva fatto riferimento all'origine antica della chiesa.
Per vari secoli è stata l'unica pieve della zona con varie chiese suffraganee, mentre nel corso del Novecento venne prima declassata ad ordinaria parrocchia e poi definitivamente abbandonata dopo gli anni cinquanta: a causa dell'abbandono l'edificio religioso versa attualmente in uno stato di conservazione che richiederebbe un urgente restauro, mentre l'attiguo fabbricato un tempo adibito a canonica versa in stato di degrado.

## Descrizione
L'edificio religioso si presenta a pianta rettangolare, con unica navata ed abside semicircolare. Le strutture murarie sono rivestite in conci di pietra.
Al centro della facciata principale, orientata verso ovest, si trova il portale ligneo di accesso alla chiesa, con architrave in pietra di Rapolano su cui poggia un arco a tutto sesto in laterizi, tipico elemento dello stile romanico che caratterizza l'edificio religioso; tra l'architrave e il soprastante arco vi è una lunetta vuota semicircolare.
La parete laterale destra è addossata al corpo di fabbrica che ospitava la canonica, mentre lungo la parete laterale sinistra si aprono nella parte alta alcune finestrelle quadrangolare per consentire l'illuminazione naturale dell'interno della chiesa. All'estremità posteriore della parete laterale sinistra, proprio a fianco dell'abside semicircolare, si eleva un campanile vela con due celle campanarie contigue ad arco tondo rivestite in laterizi sovrastate da un piccolo frontone con timpano, anch'essi rivestiti in laterizi.